# M60 Patton
M60 je americký hlavní bojový tank druhé generace (MBT). Oficiálně byl v březnu 1959 standardizován jako Tank, Combat, Full Tracked: 105-mm Gun, M60. Ačkoli byl vyvinut z modelu M48 Patton, nebyla řada tanků M60 nikdy oficiálně značena jako tank Patton, i když někdy bývá do série tanků Patton zařazována. Konstrukční podobnosti lze zaznamenat v původní variantě modelů M60 a M48A2. Americká armáda jej považovala za „potomka vylepšeného produktu“ konstrukce Pattonova tanku. USA se plně zavázaly k doktríně hlavních bojových tanků v roce 1963, kdy námořní pěchota vyřadila poslední prapor těžkých tanků M103 a řada tanků M60 se za studené války stala hlavním americkým bojovým tankem. Chrysler vyrobil více než 15 000 vozidel M60. Výroba korby skončila v roce 1983, ale 5 400 starších modelů bylo do roku 1990 přestavováno na variantu M60A3.
Operační schopnosti dosáhl začátkem prosince 1960 u jednotek americké armády v Evropě. Poprvé byl M60 bojově nasazen na straně Izraele během Jomkipurské války v roce 1973, kdy byl uveden do služby pod označením „Magach 6“, přičemž v boji proti srovnatelným tankům jako T-62 si vedl dobře. V roce 1982 Izraelci M60 znovu nasadili během první libanonské války vylepšené o reaktivní pancéřování proti řízeným střelám, které se ukázaly jako velmi účinné k ničení tanků. M60 byl nasazen i v roce 1983 během operace Urgent Fury v obojživelném útoku na Grenadu. M60 dodávané do Íránu sloužily také v íránsko-irácké válce. Největší počet amerických M60 sloužil za války v Zálivu v roce 1991, kdy američtí mariňáci vybavení M60A1 účinně porazili irácké obrněné síly, včetně tanků T-72. Spojené státy po operaci Pouštní bouře vyřadily M60 z  jednotek první linie, přičemž poslední tanky byly ze služby vyřazeny u Národní gardy roku 1997. Vozidla řady M60 pokračují v přední linii u řady armád jiných zemí, ačkoli většina z nich byla ve velké míře upravena. Úpravami byla vylepšena jejich palebná síla, mobilita a ochrana, aby se zvýšila bojová účinnost na moderním bojišti. 
M60 prošel během své služby mnoha aktualizacemi. Vnitřní uspořádání vycházející z konstrukce M48 poskytlo dostatek prostoru pro modernizace a vylepšení, což prodloužilo životnost vozidla na více než čtyři desetiletí. Za studené války byl široce používán USA a spojenci, zejména zeměmi NATO, a k roku 2020 zůstává v provozu po celém světě, přestože v americké armádě je nahradily tanky M1 Abrams. Z korby tanku také vzešlo široké spektrum prototypových, užitkových a podpůrných vozidel jako obrněná vyprošťovací vozidla, mostní tanky a různá ženijní vozidla. Od roku 2015 je největším uživatelem Egypt s 1716 modernizovanými tanky M60A3, Turecko druhé s 866 modernizovanými jednotkami v provozu a Saúdská Arábie třetí s více než 650 kusy. 

## Varianty
Prvních 180 tanků bylo postaveno v závodě Delawere Defense Plant, poté se výroba přesunula do závodu Detroit Tank Plant. USA vyrobilo přibližně 15 000 kusů M60 pro své ozbrojené síly i pro vývoz. Zahraničními odběrateli byli převážně:
- Izrael (1400 kusů)
- Egypt (1150 kusů)
- Turecko (950 kusů)

- M60 (výroba: 1959–1962) – Jednalo se jen o mezityp, postavený na základě nové korby a původní věže z tanku M48 Patton upravené pro instalaci nového kanónu M68 ráže 105mm
- M60A1 (výroba: 1962–1980) – Původní věž nahrazena novou, s lepší balistickou ochranou a větším vnitřním prostorem. Tank vybaven stabilizovaným kanónem, systémem řízení palby s optickým dálkoměrem a mechanickým počítačem. Během provozu dovybaven tepelným pláštěm hlavně, čističkou vzduchu s horním sáním a pasivním zařízením pro noční vidění.
- M60A2 (výroba: 1966–?) – Verze vyzbrojená 152mm kanónem M81 (stejně jako lehký tank M551 Sheridan)umožňujícím vypouštění protitankových řízených střel MGM-51 Shillelagh. Bylo vyrobeno pouze 526 kusů.
- M60A3 (výroba: 1978–1987) – Dále modernizovaný typ M60A1: nový systém řízení palby s laserovým dálkoměrem a digitálním balistickým počítačem, automatický protipožární systém, zadýmovací granátomety
- Sabra – Zásadní modernizace provedená izraelskou společností IMI. 105mm kanón nahrazen novým 120mm kanónem vyvinutým pro tank Merkava 3, výrazně posílené pancéřování, externí 60mm minomet

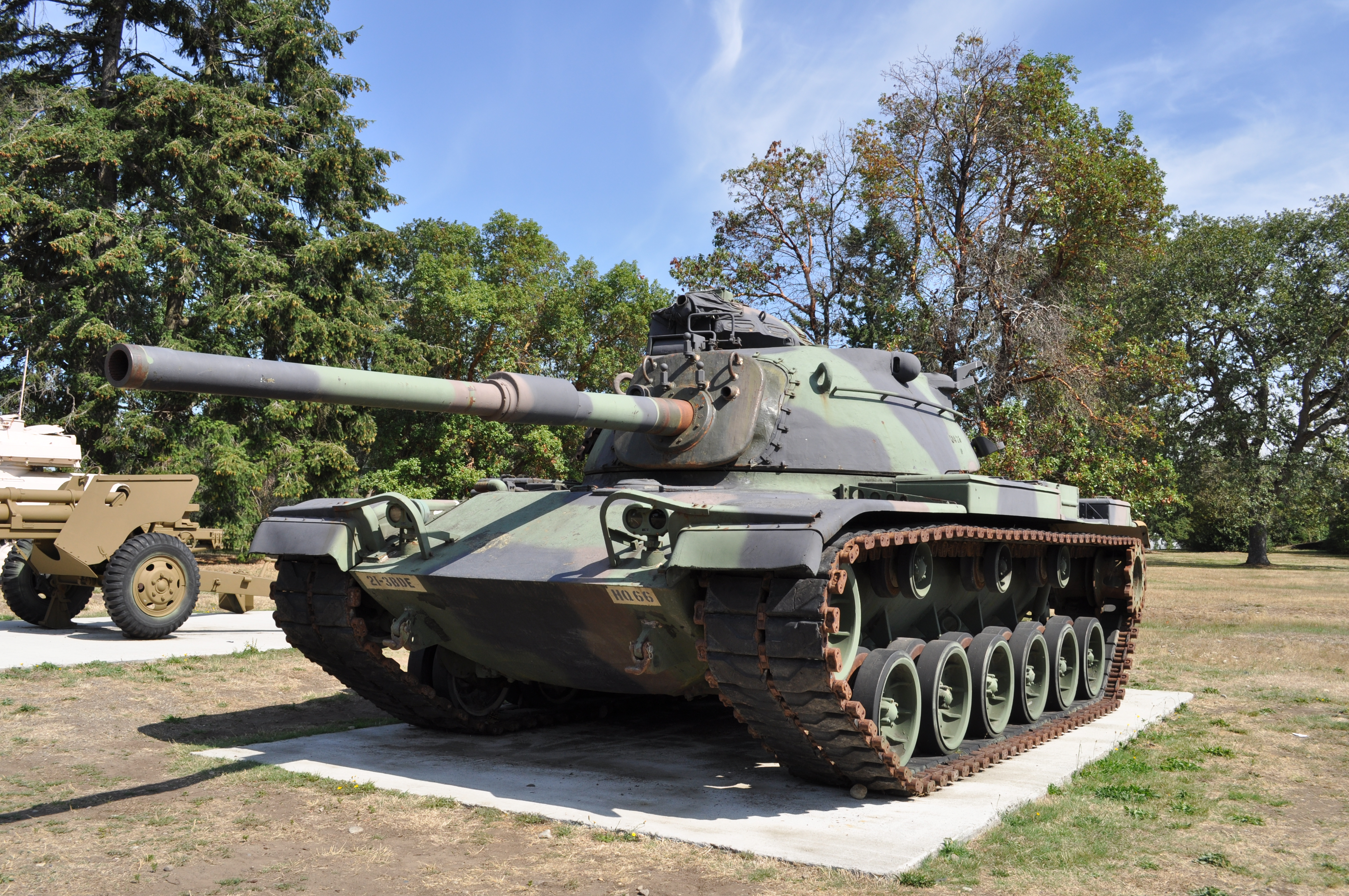
Tank M60 ve vojenském muzeu ve Fort Lewis
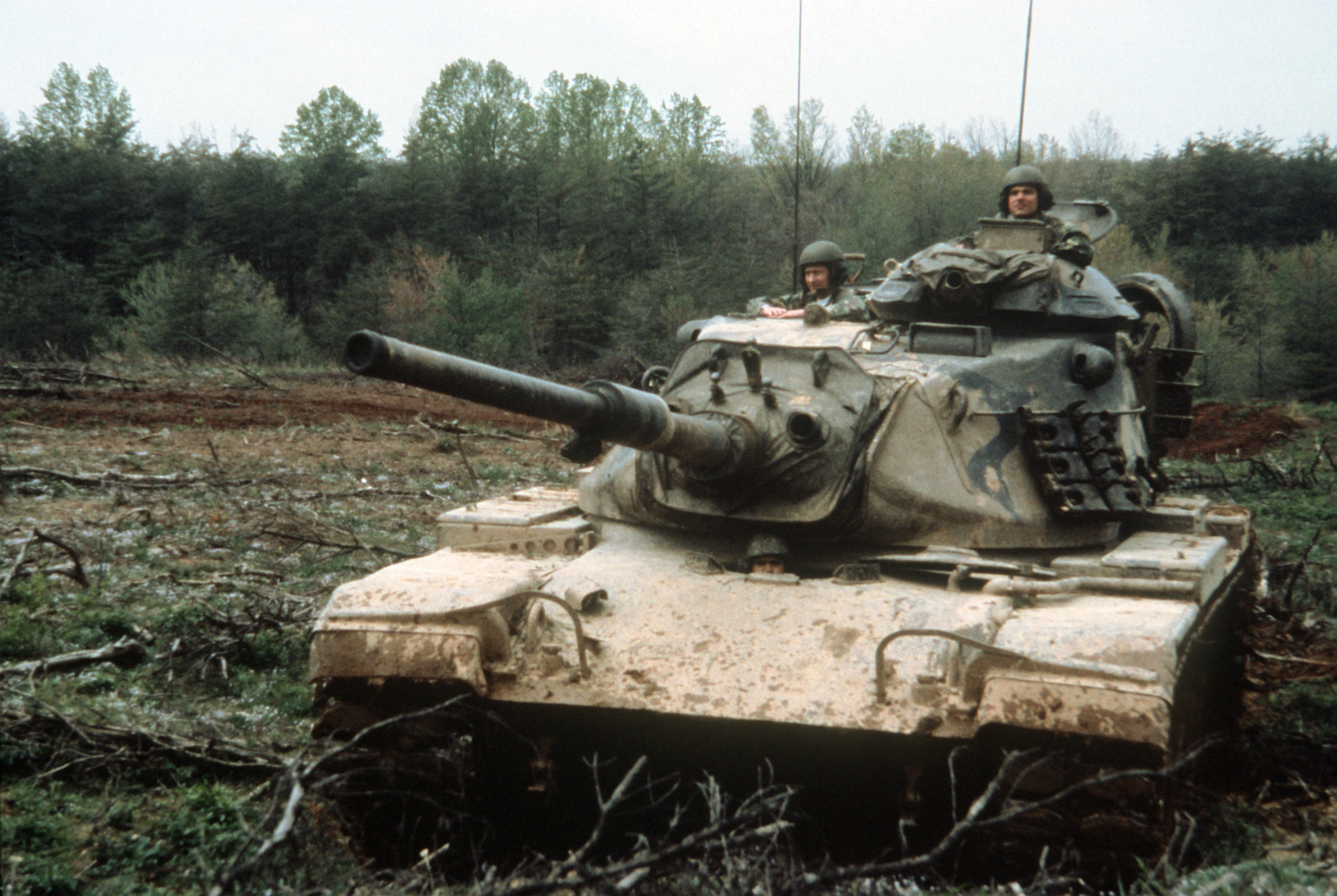
Tank M60A1 na vojenském cvičení Námořní pěchoty USA
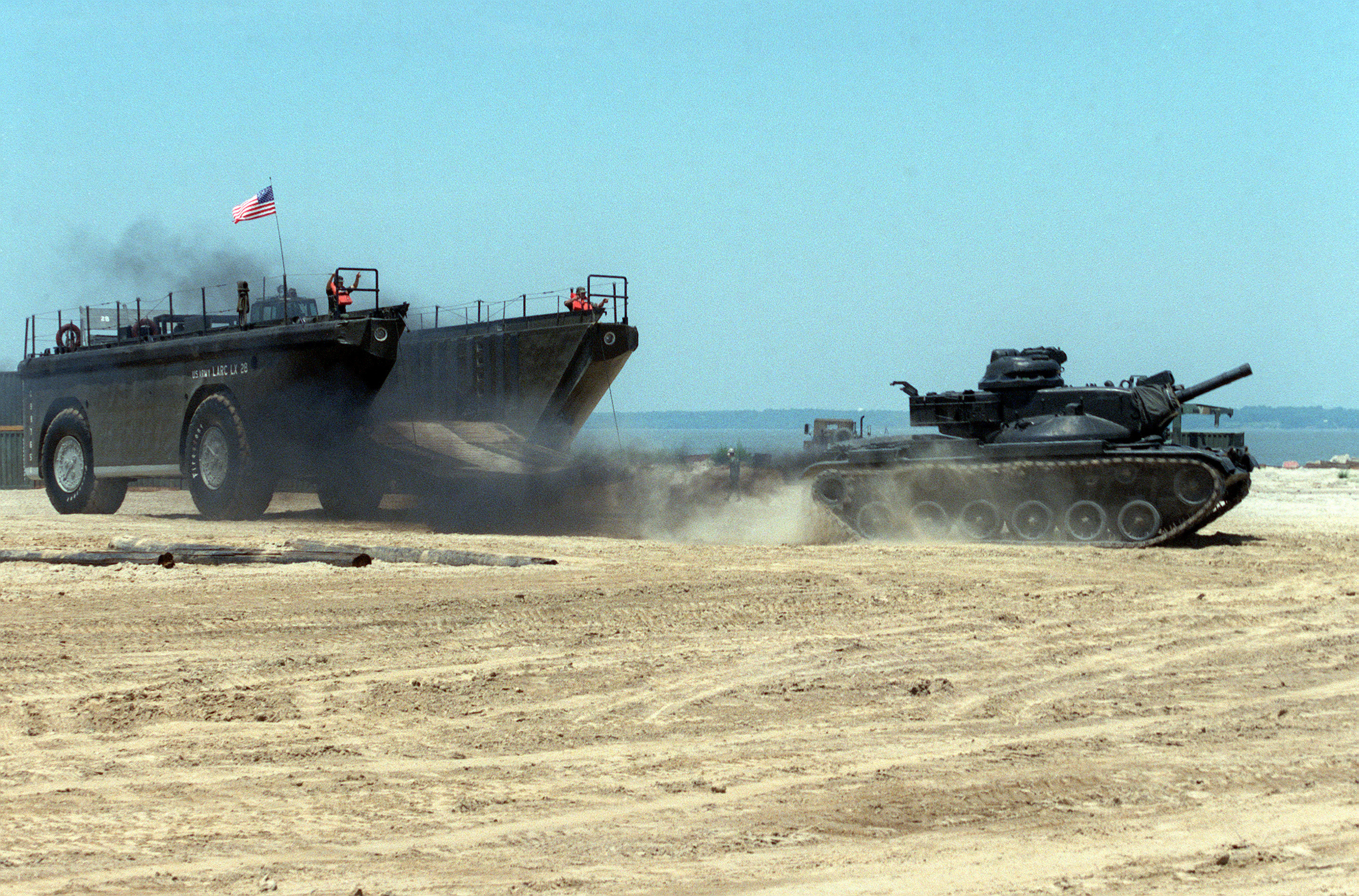
Tank M60A2 vyjíždějící z obojživelného výsadkového člunu LARC 60
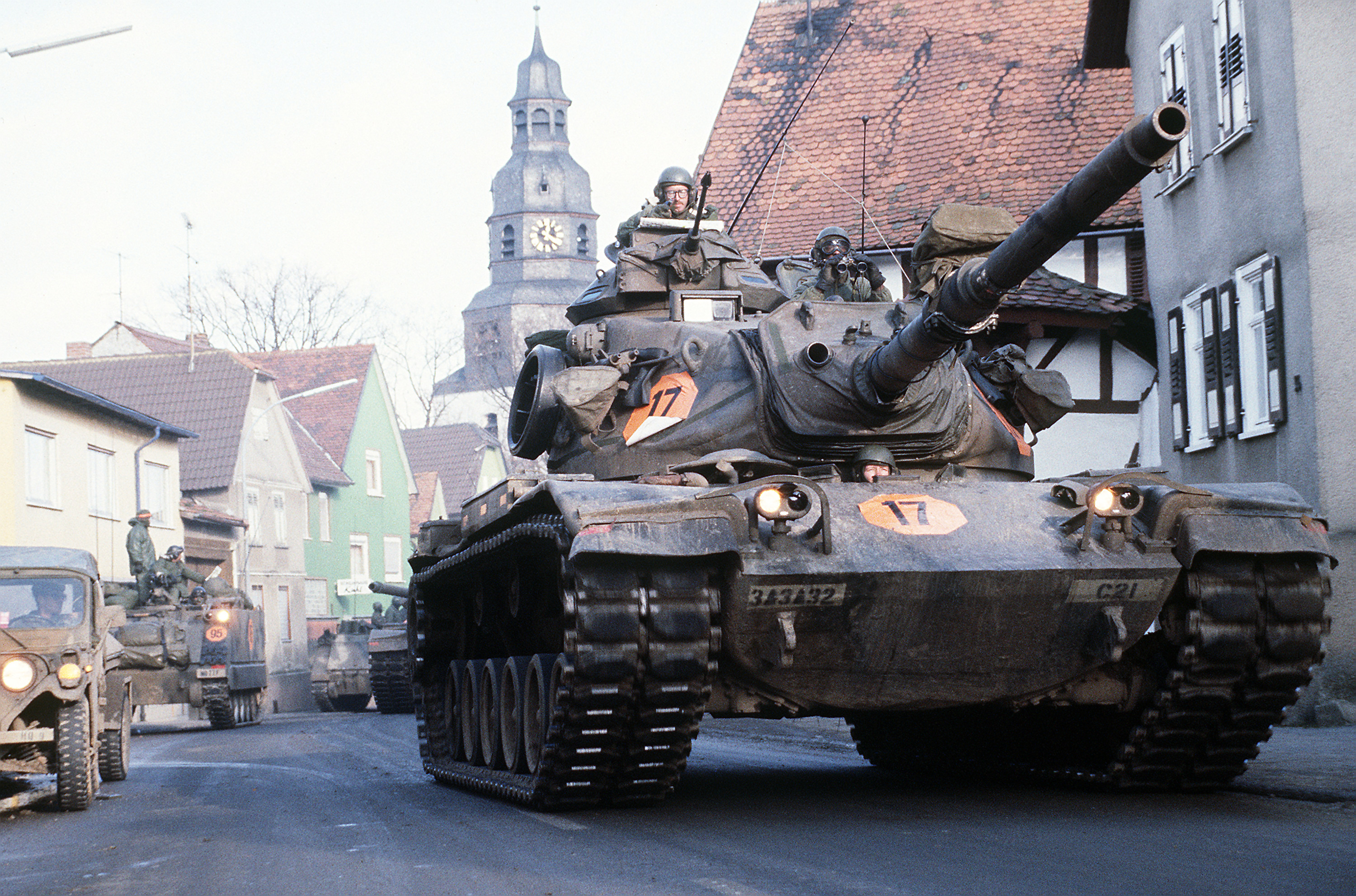
Tank M60A3 během manévrů na území západního Německa
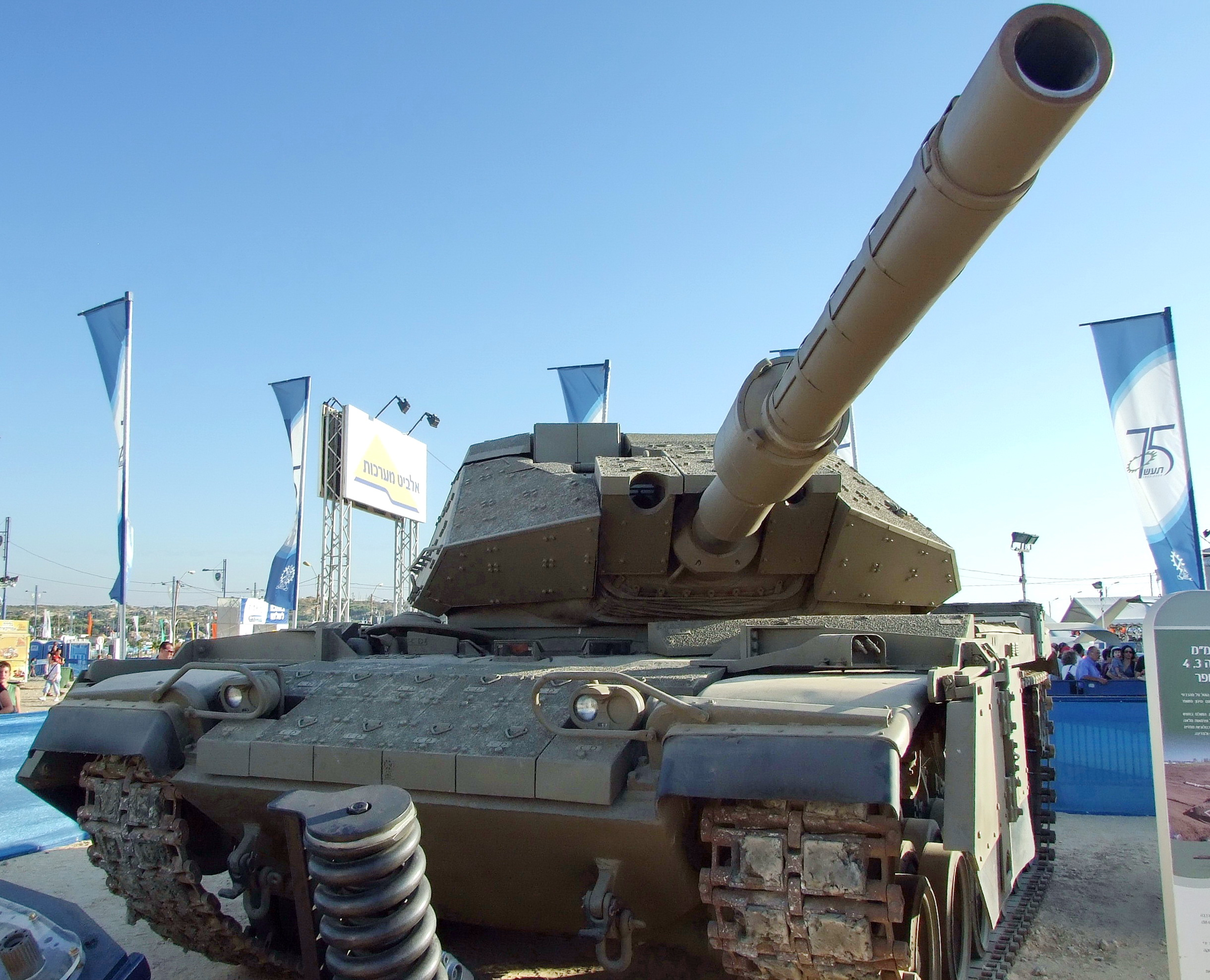
Tank M60T Sabra

USA již modernizovala všechny verze na M60A3. Americká armáda M60 již vyřadila (nyní jsou v záloze). Izrael využíval M60 při válce se svými sousedy (blesková válka) a M60 byly používány také při Irácko-Íránské válce.

### Speciální verze
Jsou to verze upravené pro různé potřeby (odminování, přemosťování, atd.).

#### Seznam nejznámějších
- M728 – Ženijní vozidlo
- M60 AVLB – Mostní tank
- Pereh – nosič řízených střel země–země

## Výzbroj
Tank M60 má stejný hlavní kanón jako první verze tanku M1 Abrams – typ M68 ráže 105 mm s drážkovaným vývrtem hlavně. Jedná se o celosvětově rozšířený britský typ L7 s výrazně přepracovaným závěrovým mechanizmem. M68 dokáže střílet většinu typů nábojů, a to:
- HEATFS (High Explosive Anti-Tank Fin Stabilized)
- HESH (High Explosive Squash Head)
- APDS (Armor Piercing Discarding Sabot)
- APFSDS (Armor Piercing Fin Stabilized Discarding Sabot)

Vyjma hlavního kanónu tvoří výzbroj také koaxiální kulomet M240 ráže 7,62 mm a protiletecký kulomet M85 ráže 12,7 mm.

## Vybavení

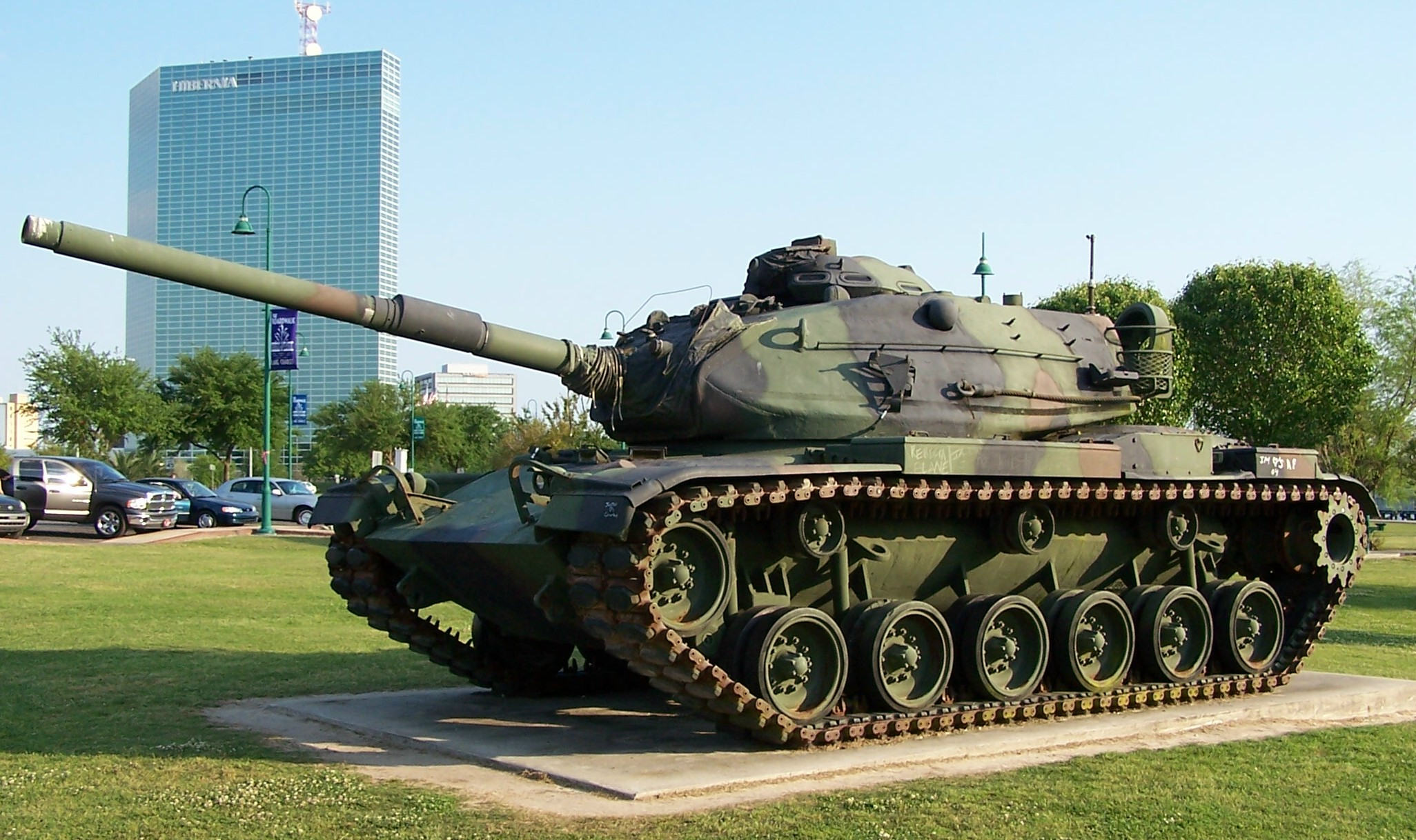
Detail pásového pohonu M60

Tank M60 Patton má pouze ocelový pancíř, což znamená, že posádka není moc dobře chráněná proti střelám, výbušninám či granátům. Protipožární systém a systém včasného varování zvyšují šance posádky na přežití. V zadní části věže je koš na různé věci (např. nádrže na palivo). Další faktor zvyšující pravděpodobnost přežití posádky je šikmý pancíř vepředu.

### Pohybové ústrojí
12 válcový vznětový motor Continental AVDS-1790-2C o výkonu 750 hp spolu s převodovkou Allison CD-850-6/6A dokážou vyvinout rychlost 48 km/h vpřed a 16 km/h vzad. Další součástí pohybového ústrojí jsou kola a pásy. M60 má na každé straně 8 kol (6 pojezdových, 1 hnací a 1 napínací). Motor se nachází vzadu.